# آلن اشنیتزر
آلن اشنیتزر (انگلیسی: Alan Schnitzer؛ زادهٔ ۱۹۶۵) مدیر اجرایی و وکیل آمریکایی است، که هم‌اکنون به‌عنوان مدیرعامل شرکت بیمه تراولرز کمپانی فعالیت می‌کند.